# Шорский диалект
Шорский диалект — разновидность хакасского языка, носителями которой являются хакасы, в прошлом выходцы из Горной Шории (начиная с XVII — сер. XIX вв.), сохранившие некоторые особенности шорского языка.
Распространен в таёжной местности Хакасии (Таштыпский район).
Словарный состав характеризуется наличием большого количества диалектизмов. В области фонетики и морфологии диалекту присущи следующие особенности: употребление гласного э вместо литературного и (эде вместо литературного iди и т. п.); употребление шипящих звуков ш, ж вместо литературных с, з; взаимозаменяемость фонем м, б, п, аффикс настоящего времени -чар вместо литературного -ча, -че (турчар вместо турча и т. д.); причастие на -чатхан, -четкен в шорском диалекте имеет форму -чан, -чын, -чін (парчын, килгін вместо литературных парчатхан, килчеткен).
Диалект монографически описан Межековой Н. Н. (кандидатская диссертация, 1969).